# Olympische Sommerspiele 1956/Teilnehmer (Venezuela)
| Gelbes Symbol für Goldmedaillen mit stilisierten Olympischen Ringen | Graues Symbol für Silbermedaillen mit stilisierten Olympischen Ringen | Braundes Symbol für Bronzemedaillen mit stilisierten Olympischen Ringen |
| ------------------------------------------------------------------- | --------------------------------------------------------------------- | ----------------------------------------------------------------------- |
| —                                                                   | —                                                                     | —                                                                       |

Venezuela nahm an den Olympischen Sommerspielen 1956 im australischen Melbourne sowie den Reitspielen im schwedischen Stockholm mit einer Delegation von 22 männlichen Sportlern an 16 Wettkämpfen in fünf Sportarten teil.
Es war die vierte Teilnahme Venezuelas an Olympischen Sommerspielen.
Jüngster Athlet war der Boxer Carlos Rodríguez (17 Jahre und 255 Tage), ältester Athlet war der Sportschütze Hector de Lima Polanco (45 Jahre und 252 Tage). Fahnenträger für die Spiele in Melbourne war der Sprinter Rafael Romero.

## Teilnehmer nach Sportarten

### Boxen
- Carlos Rodríguez
  - Halbweltergewicht

Rang 17
Runde eins: Niederlage gegen Hans Petersen aus Dänemark nach Punkten

- Enrique Tovar
  - Weltergewicht

Rang neun
Runde eins: Niederlage gegen Pearce Lane aus den USA nach Punkten

### Leichtathletik
4 × 100 Meter Staffel
- Ergebnisse
Runde eins: ausgeschieden in Lauf eins (Rang vier), 42,0 Sekunden (handgestoppt), 42,10 Sekunden (automatisch gestoppt)
- Staffel
Clive Bonas
Alfonso Bruno
Rafael Romero
Apolinar Solórzano

Einzel
- Clive Bonas
  - 100 Meter Lauf

Runde eins: ausgeschieden in Lauf sieben (Rang drei), 10,9 Sekunden (handgestoppt), 10,99 Sekunden (automatisch gestoppt)

- Rafael Romero
  - 100 Meter Lauf

Runde eins: ausgeschieden in Lauf drei (Rang vier), 10,9 Sekunden (handgestoppt), 11,14 Sekunden (automatisch gestoppt)
  - 200 Meter Lauf

Runde eins: ausgeschieden in Lauf zehn (Rang drei), 21,8 Sekunden (handgestoppt), 21,85 Sekunden (automatisch gestoppt)

- Apolinar Solórzano
  - 200 Meter Lauf

Runde eins: ausgeschieden in Lauf vier, 22,6 Sekunden (handgestoppt), 22,73 Sekunden (automatisch gestoppt), disqualifiziert

### Radsport
Bahn

4000 Meter Mannschaftsverfolgung
- Ergebnisse
Runde eins: ausgeschieden in Lauf fünf (Rang zwei), 5:14,6 Minuten
- Mannschaft
Franco Cacioni
Arsenio Chirinos
Antonio Montilla
Domingo Rivas

Straße
Mannschaftswertung (187,73 km)
- Ergebnisse
Finale: Wettkampf nicht beendet (DNF)
- Mannschaft
Franco Cacioni
Arsenio Chirinos
Antonio Montilla
Domingo Rivas

Einzel
- Franco Cacioni
  - Straßenrennen (187,73 km)

Finale: Wettkampf nicht beendet (DNF)

- Arsenio Chirinos
  - Straßenrennen (187,73 km)

Finale: Wettkampf nicht beendet (DNF)

- Antonio Montilla
  - Straßenrennen (187,73 km)

Finale: Wettkampf nicht beendet (DNF)

- Domingo Rivas
  - Straßenrennen (187,73 km)

Finale: Wettkampf nicht beendet (DNF)

### Reiten
Springreiten Mannschaft
- Ergebnisse
Finale: Wettkampf nicht beendet (DNF)
Runde eins: 325,50 Fehlerpunkte, Rang 19
Runde zwei: nicht angetreten
- Mannschaft
Víctor Molina
Roberto Moll
Jesús Rivas

Einzel
- Víctor Molina
  - Springreiten

Finale: Wettkampf nicht beendet (DNF)
Runde eins: 108,50 Fehlerpunkte, Rang 49
Runde zwei: nicht angetreten

- Roberto Moll
  - Springreiten

Finale: Wettkampf nicht beendet (DNF)
Runde eins: 108,50 Fehlerpunkte, Rang 49
Runde zwei: nicht angetreten

- Jesús Rivas
  - Springreiten

Finale: Wettkampf nicht beendet (DNF)
Runde eins: 108,50 Fehlerpunkte, Rang 49
Runde zwei: nicht angetreten

### Schießen
- José Bernal
  - Freie Scheibenpistole

Finale: 508 Punkte, Rang 25
Runde eins: 85 Punkte, Rang 19
Runde zwei: 82 Punkte, Rang 25
Runde drei: 86 Punkte, Rang 24
Runde vier: 86 Punkte, Rang 25
Runde fünf: 80 Punkte, Rang 31
Runde sechs: 89 Punkte, Rang 13

- Germán Briceño
  - Laufender Hirsch Einzel- und Doppelschuß

Finale: 375 Punkte, Rang neun
Runde eins: 180 Punkte, Rang zehn
Runde zwei: 195 Punkte, Rang acht

- Carlos Crassus
  - Schnellfeuerpistole

Finale: 555 Punkte, 60 Treffer, Rang 20
Runde eins: 275 Punkte, 30 Treffer, Rang 21
Runde zwei: 280 Punkte, 30 Treffer, Rang 21

- Hector de Lima Polanco
  - Freie Scheibenpistole

Finale: 511 Punkte, Rang 24
Runde eins: 91 Punkte, Rang sieben
Runde zwei: 83 Punkte, Rang 23
Runde drei: 87 Punkte, Rang 20
Runde vier: 84 Punkte, Rang 27
Runde fünf: 82 Punkte, Rang 28
Runde sechs: 84 Punkte, Rang 25

- Juan Llabot
  - Kleinkaliber Dreistellungskampf

Finale: 1.118 Punkte, Rang 32
Kniend: 369 Punkte, Rang 37
Runde eins: 91 Punkte
Runde zwei: 89 Punkte
Runde drei: 96 Punkte
Runde vier: 93 Punkte
Liegend: 396 Punkte, Rang neun
Runde eins: 100 Punkte
Runde zwei: 99 Punkte
Runde drei: 98 Punkte
Runde vier: 99 Punkte
Stehend: 353 Punkte, Rang 31
Runde eins: 87 Punkte
Runde zwei: 86 Punkte
Runde drei: 89 Punkte
Runde vier: 91 Punkte

- - Kleinkaliber liegend

Finale: 592 Punkte, Rang 33
Runde eins: 98 Punkte, Rang 29
Runde zwei: 98 Punkte, Rang 33
Runde drei: 100 Punkte, Rang 18
Runde vier: 99 Punkte, Rang 20
Runde fünf: 98 Punkte, Rang 38
Runde sechs: 99 Punkte, Rang 34

- Enrique Lucca
  - Kleinkaliber liegend

Finale: 594 Punkte, Rang 25
Runde eins: 97 Punkte, Rang 26
Runde zwei: 100 Punkte, Rang zwei
Runde drei: 100 Punkte, Rang eins
Runde vier: 98 Punkte, Rang 29
Runde fünf: 99 Punkte, Rang 22
Runde sechs: 100 Punkte, Rang zwölf

- Franco Mignini
  - Tontaubenschießen

Finale: 172 Punkte, Rang 13

- Carlos Monteverde
  - Schnellfeuerpistole

Finale: 572 Punkte, 60 Treffer, Rang zehn
Runde eins: 290 Punkte, 30 Treffer, Rang fünf
Runde zwei: 282 Punkte, 30 Treffer, Rang 17

- Raúl Olivo
  - Tontaubenschießen

Finale: 165 Punkte, Rang 19